# Beyla (prefektura)
Beyla – prefektura w południowo-wschodniej części Gwinei, w regionie Nzérékoré. Zajmuje powierzchnię 13 622 km². W 1996 roku liczyła ok. 170 tys. mieszkańców. Siedzibą administracyjną prefektury jest miejscowość Beyla.